# Ari (Fußballspieler)
Ari (russisch Ари), bürgerlich Ariclenes da Silva Ferreira (russisch Арикленес Да Силва Феррейра Ariklenes da Silwa Ferreira; * 11. Dezember 1985 in Fortaleza), ist ein brasilianisch-russischer Fußballspieler. Der Stürmer steht seit 2022 bei Atlético Cearense unter Vertrag und ist seit November 2018 in der russischen Nationalmannschaft aktiv.

## Karriere

### Verein
Ari debütierte als Nachwuchsspieler bei Fortaleza EC in seiner Heimatstadt im Profifußball. Vor der Allsvenskan-Spielzeit 2006 wechselte er zu Kalmar FF nach Schweden. In seiner Debütsaison konnte er als regelmäßiger Torschütze glänzen und erzielte in 23 Spielen 15 Tore, womit er sich zum Torschützenkönig der Liga krönte. Im März 2007 nahm er sogar am Training der brasilianischen Nationalmannschaft teil, als diese in Schweden weilte. Dadurch machte er sich auch international einen Namen und wurde in der Folge mit europäischen Klubs, darunter auch der Hamburger SV oder der VfB Stuttgart in Verbindung gebracht. Letztlich verließ er den Klub nach anderthalb Jahren im Sommer 2007 in Richtung Eredivisie.
Neuer Arbeitgeber Aris wurde für eine Ablösesumme von 41 Millionen schwedischen Kronen der AZ Alkmaar, bei dem der Brasilianer einen Fünf-Jahres-Vertrag unterschrieb. In seiner ersten Spielzeit beim Klub konnte er größtenteils die Erwartungen erfüllen und wurde mit neun Saisontreffern vor Mounir El Hamdaoui und Demy de Zeeuw vereinsintern bester Torschütze. Zu Beginn der Spielzeit 2008/09 kam er verletzungsbedingt zu Saisonbeginn kaum zum Einsatz. Daraufhin meldete Kalmar FF im November als amtierender schwedischer Meister Interesse an einer Rückkehr des Brasilianers nach Schweden an. Just zu diesem Zeitpunkt fand er doch zu alter Stärke zurück und erzielte ab seiner Rückkehr auf dem Platz gegen Twente Enschede, als ihm beim 3:0-Erfolg am 9. November des Jahres zwei Tore gelangen, in fünf Spielen sechs Tore und führte seinen Klub damit zeitweilig an die Tabellenspitze. Mit insgesamt neun Saisontoren bis zum Saisonende trug er zum Gewinn des niederländischen Meistertitels bei.
Damit weckte er das Interesse ausländischer Spitzenklubs und wurde mit dem VfL Wolfsburg und Spartak Moskau in Verbindung gebracht. Im Januar 2010 wechselte Ari zu Spartak Moskau, wo er bis 2013 spielte. Es folgte der Wechsel innerhalb der russischen Premjer-Liga zum FK Krasnodar. Im Februar 2017 kehrte Ari infolge des Leihgeschäftes nach Moskau zurück, wo er bei Lokomotive Moskau unterzeichnete. Nach Beendigung der Saison 2017/18 kehrte Ari zu Krasnodar zurück, wo er auch bis Mai 2021 blieb.
Erst im Februar 2022 erhielt er einen neuen Kontrakt. Ari unterzeichnete in seiner Heimat bei Atlético Cearense.

### Nationalmannschaft
Im Sommer 2018 nahm Ari die russische Staatsbürgerschaft an. Im November 2018 wurde er erstmals für die russische Nationalmannschaft nominiert. Am 15. November 2018 gab Ari bei einer 0:3-Testspielniederlage gegen Deutschland sein Debüt.

## Erfolge
- Torschützenkönig der Allsvenskan: 2006
- Niederländischer Meister 2008/09
- Russischer Meister: 2018